# لری پارکس
لری پارکس (انگلیسی: Larry Parks؛ زاده ۱۳ دسامبر ۱۹۱۴ درگذشته ۱۳ آوریل ۱۹۷۵) هنرپیشه اهل ایالات متحده آمریکا بود. وی بین سال‌های ۱۹۴۱ تا ۱۹۶۲ میلادی فعالیت می‌کرد.